# Maurice Lombard (homme politique)
Pour les articles homonymes, voir Maurice Lombard.
Maurice Lombard, né le 4 février 1922 à Tarsul (Côte-d'Or) et mort le 10 mars 2008 à Dijon, est un homme politique français.

## Détail des fonctions et des mandats
- 1980 - 1998 : sénateur de la Côte-d'Or
- 2000 - 2001 : président-fondateur de la Communauté d'agglomération dijonnaise

## Décoration
- Chevalier de la Légion d'honneur[2]
- Chevalier de l'ordre national du Mérite[2]
- Officier de l'ordre des Palmes académiques[2]
- Croix de guerre 1939–1945[2]
- Médaille de la Résistance française[2]